# 环通乡
环通乡，是中华人民共和国吉林省通化市东昌区下辖的一个乡镇级行政单位。

## 行政区划
环通乡下辖以下地区：
江南村、西昌村、明兴村、石棚村、官道村和长流村。